# Château de Bousselange
 (avril 2023).
Si vous disposez d'ouvrages ou d'articles de référence ou si vous connaissez des sites web de qualité traitant du thème abordé ici, merci de compléter l'article en donnant les références utiles à sa vérifiabilité et en les liant à la section « Notes et références ».
Le château de Bousselange est un manoir moderne situé sur la commune de Bousselange (Côte-d'Or) en Bourgogne-Franche-Comté.

## Localisation
Le manoir est situé rue du château dans le village de Bousselange.

## Historique
La seigneurie de Bousselange est l'apanage de la famille de Corcelles : une convention du 16 avril 1057 fixe les obligations des habitants à l'égard d'Hélie de Courcelles, seigneur de Bousselange, et l'église actuelle de la Nativité de la Vierge datée du XVe siècle est l’ancienne chapelle seigneuriale de la famille. Au nord du village une enceinte semble avoir porté un château jusqu'en 1825.
Il a été la dernière demeure du peintre Pierre Klemczynski (1910-1991),.

## Architecture
Le château actuel de Bousselange date du premier quart du XIXe siècle. Bâti en briques il présente un étage carré et un étage en surcroît. Sous le même toit un second bâtiment abrite les communs et le logement du fermier.